# Drei Buchen
Drei Buchen ist eine Passhöhe im Mittleren Pfälzerwald (Rheinland-Pfalz). Sie liegt auf der Gemarkung der Ortsgemeinde Ramberg in 403 m ü. NHN.

## Geographie

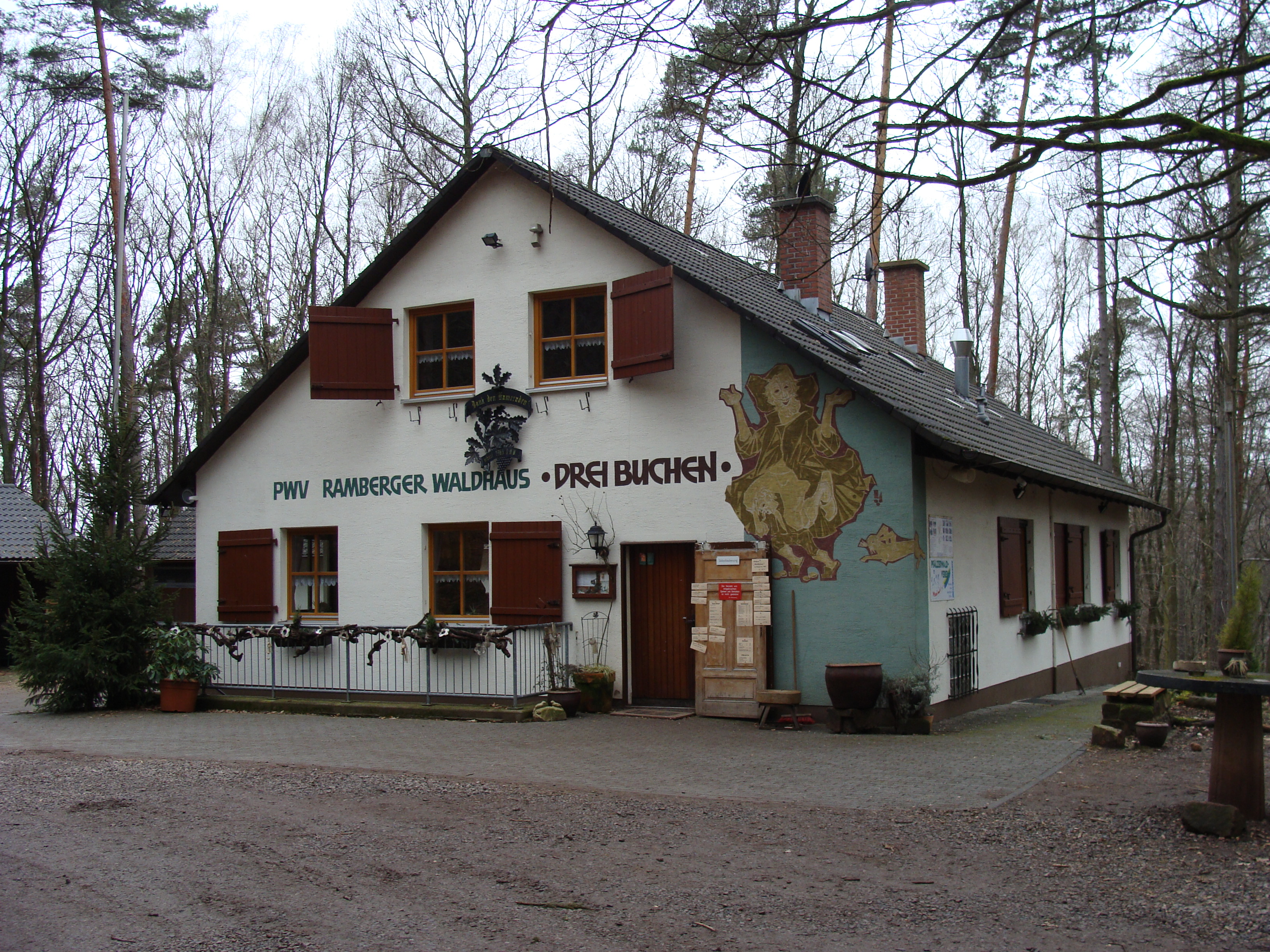
Ramberger Waldhaus Drei Buchen

Der Pass ermöglicht von West nach Ost den Übergang vom Ramberger Tal, in dem der Dernbach fließt, zum Tal des Modenbachs. Drei Buchen ist damit Teil der Wasserscheide zwischen den Einzugsgebieten zweier linker Nebenflüsse des Rheins, der Queich und des Speyerbachs. Höchster Berg im Umkreis von Drei Buchen ist der 1 km südöstlich gelegene 637 m hohe Roßberg, der dritthöchste Gipfel des Pfälzerwalds.
Über die Passhöhe führt die Landesstraße 506 (Ramberg–Weyher). Der Passstraße nach Westen folgend wird Ramberg nach 2 km erreicht, nach Osten Weyher nach 10 km.
Nahe der Passhöhe liegen das Ramberger Waldhaus Drei Buchen, das von der Ortsgruppe Ramberg des Pfälzerwald-Vereins betreut wird, jedoch an einen selbständigen Gastronomen verpachtet ist, und ein Waldparkplatz.

## Verwechslungspotential
Das Ramberger Waldhaus Drei Buchen hat einen ähnlichen Namen wie das Pfälzer Waldhaus Drei Buchen beim Weiler Kettrichhof im Landkreis Südwestpfalz, das allerdings gut 30 km Luftlinie südwestlich liegt und in dessen Nähe sich auch noch ein Wanderparkplatz Drei Buchen befindet. Der nordwestlich von Dahn zwischen Bichtenberg und Lehmberg aufgestellte Ritterstein 213 (⊙) trägt durch seine undifferenzierte Aufschrift „Drei Buchen“ zu Verwechslungen bei.

## Sehenswürdigkeiten
Auf der Passhöhe nahe beim Ramberger Waldhaus Drei Buchen steht der Ritterstein 234, der ebenfalls mit der Aufschrift „Drei Buchen“ ohne weiteren Zusatz versehen ist.

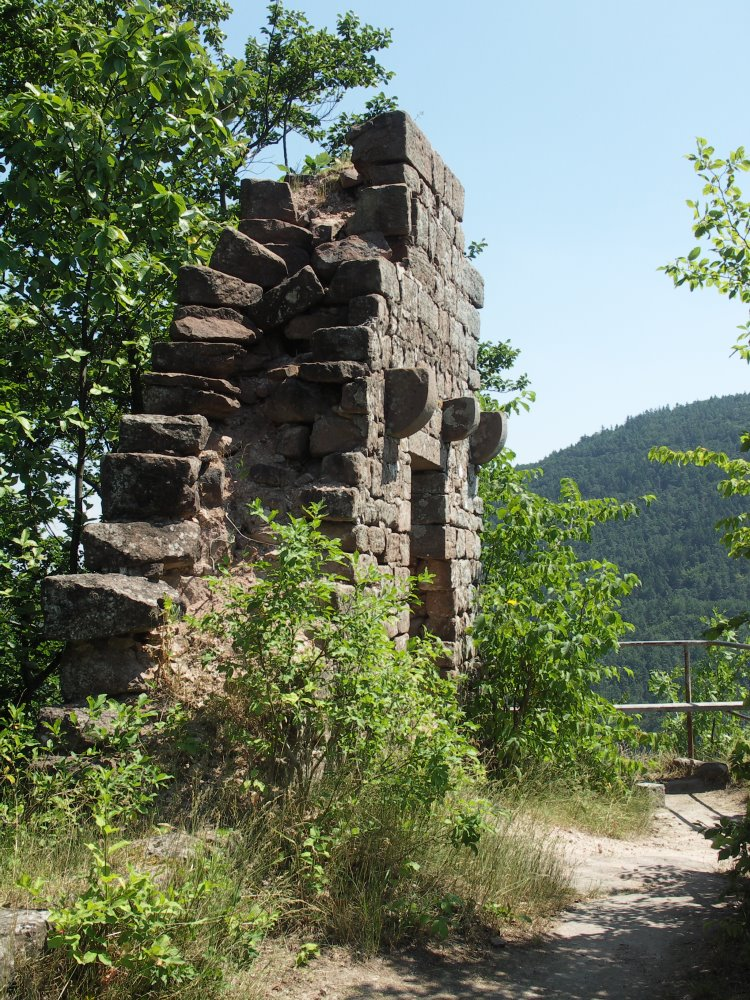
Meistersel
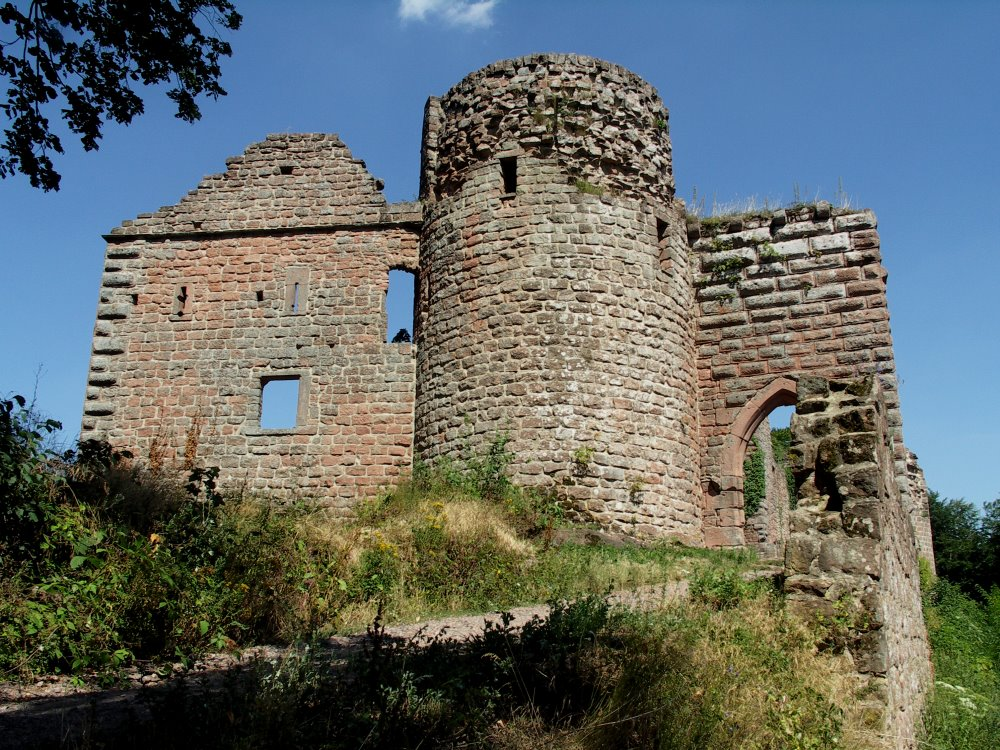
Neuscharfeneck
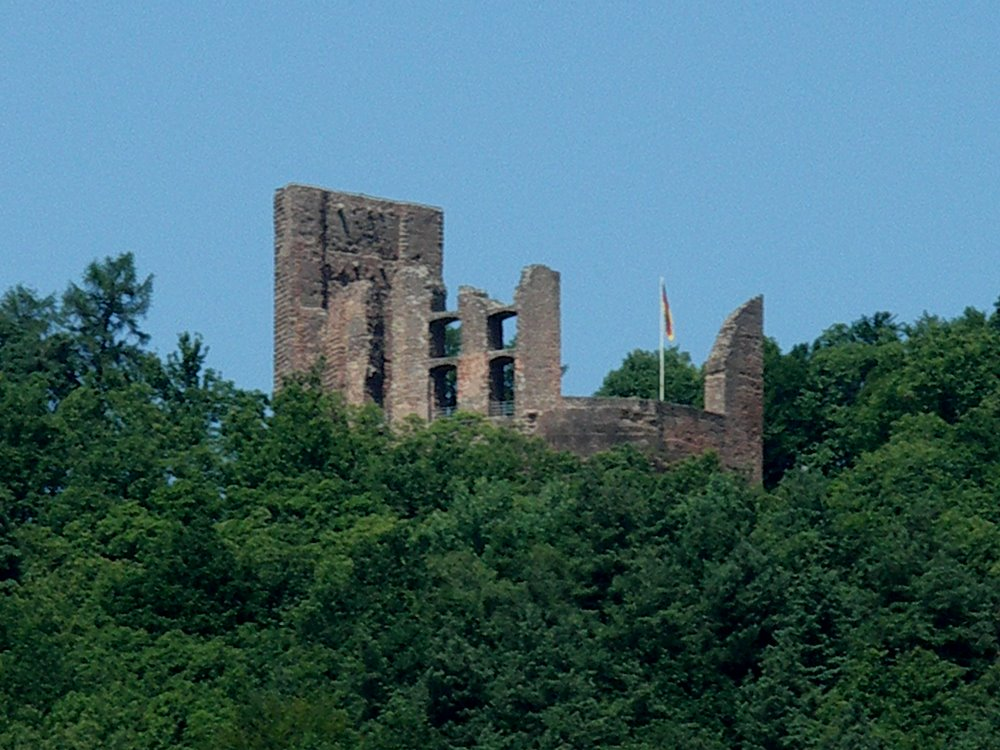
Ramburg

Auf den umgebenden Bergen haben mehrere mittelalterliche Burgen als Ruinen überdauert. Die nächstgelegene ist die Burg Meistersel, die auch Burg Modeneck oder Modenbacher Schloss genannt wird, knapp 1 km nördlich. Im Umkreis von 2 km erreichbar sind die Reste der Burg Neuscharfeneck und der Ramburg.